# Renilla reniformis
Renilla reniformis (Pallas, 1766) è un celenterato coloniale della famiglia Renillidae, diffuso nelle acque continentali del Nuovo Mondo.

## Descrizione
È un octocorallo coloniale, che dà vita a strutture a forma di fungo, con cappello cuoriforme, di colore dal rosa al porpora, in cui si aggregano polipi con diverse forme e funzioni. Un unico polipo gigante, lungo fino 5 cm, costituisce il peduncololo di ancoraggio al substrato. La superficie superiore del cappello è formata da piccoli polipi dotati di tentacoli, che hanno la funzione di intercettare le particelle organiche sospese nell'acqua, accanto ai quali si trovano altri polipi privi di tentacoli, la cui funzione è esclusivamente quella di pompare acqua all'interno del cappello; una terza popolazione di polipi privi di tentacoli forma una vera e propria valvola di uscita dell'acqua, per il rapido svuotamento della colonia, allo scopo di ridurne le dimensioni in caso di emersione durante la bassa marea.

## Biologia

### Alimentazione
Sono organismi filtratori. Producono una sostanza mucosa adesiva per intrappolare le particelle organiche presenti nell'acqua.

### Bioluminescenza
La specie è nota per la sua capacità, se disturbata, di emettere bioluminescenza; questa è dovuta all'azione di almeno due composti chimici: un substrato organico, la Green Fluorescent Protein (GFP),  e un enzima catalizzatore, una luciferasi chiamata Renilla-luciferina 2-monoossigenasi. La proteina in presenza di ATP, calcio e della luciferasi, cede elettroni, i quali liberano energia sotto forma di luce.

### Predatori
Uno dei suoi principali predatori è il mollusco nudibranco Armina tigrina .

## Distribuzione e habitat
La specie è diffusa nelle acque continentali del versante occidentale dell'oceano Atlantico, dalla Carolina del Nord attraverso i Caraibi, sino al Brasile.
La si trova spesso spiaggiata o completamente ricoperta dalla sabbia nella zona di marea; la si può incontrare sino a 72 m di profondità, sempre su substrati sabbiosi.